# Міністерство соціальної політики, сім'ї та єдності України
Міністерство соціальної політики, сім'ї та єдності України — є центральним органом виконавчої влади, яке формує та реалізує державну політику у сфері соціального захисту. Діяльність Міністерства спрямовується і координується Кабінетом Міністрів України. 
Міністерство утворене Указом Президента України від 9 грудня 2010 року  шляхом реорганізації Міністерства праці та соціальної політики України.
21 липня 2025 року Кабінет Міністрів України своєю постановою реорганізував Міністерство соціальної політики України шляхом приєднання функцій Міністерства національної єдності до Міністерства соціальної політики, сім’ї та єдності України. Цією ж постановою затверджено нове положення про Міністерство соціальної політики, сім’ї та єдності України.
До липня 2025 року Міністерство діяло на підставі Положення, затвердженого постановою Кабінету Міністрів України від 17 червня 2015 № 423 Про затвердження Положення про Міністерство соціальної політики України.

## Основні завдання
Міністерство соціальної політики, сім’ї та єдності України є головним органом у системі центральних органів виконавчої влади з формування та забезпечення реалізації державної політики у сферах:
- соціальної політики, загальнообов’язкового державного соціального та пенсійного страхування, волонтерської діяльності, пенсійного забезпечення та ведення обліку осіб, які підлягають загальнообов’язковому державному соціальному страхуванню;
- соціального захисту населення, зокрема осіб з інвалідністю, ветеранів праці, жертв нацистських переслідувань, дітей війни та жертв політичних репресій, громадян, які постраждали внаслідок Чорнобильської катастрофи; ветеранів військової служби в частині пенсійного забезпечення;
- соціального захисту ветеранів війни, осіб, які мають особливі заслуги перед Батьківщиною, постраждалих учасників Революції Гідності, членів сімей загиблих (померлих) ветеранів війни, членів сімей загиблих (померлих) Захисників і Захисниць України в частині організації виплати їм до Дня Незалежності України разової грошової виплати;
- виплат передбаченої законодавством соціальної стипендії студентам (курсантам) державних закладів вищої освіти, які навчаються за денною формою за державним замовленням;
- надання пільг з оплати житлово-комунальних послуг, твердого палива і скрапленого газу, а також житлових субсидій;
- сім’ї та дітей, оздоровлення та відпочинку дітей, усиновлення та захисту прав дітей;
- соціальної підтримки внутрішньо переміщених осіб;
- запобігання та протидії домашньому насильству, насильству за ознакою статі;
- забезпечення рівних прав та можливостей жінок і чоловіків;
- запобігання та протидії торгівлі людьми;
- надання соціальних послуг та проведення соціальної роботи;
- соціальної та професійної адаптації військовослужбовців, які звільняються, осіб, звільнених з військової служби;
- забезпечення державних соціальних стандартів та державних соціальних гарантій для населення;
- здійснення державного контролю за дотриманням вимог законодавства під час надання соціальної підтримки (державна допомога, пільги, житлові субсидії та інші виплати, що проводяться за рахунок державного бюджету, соціальні послуги) та за дотриманням прав дітей;
- гуманітарної допомоги;
- національної єдності України та спільного розвитку;
- української національної самосвідомості;
- інформаційної політики єдності України та стратегічних комунікацій (у частині повноважень з питань національної єдності України);
- забезпечення визначених законодавством України прав та інтересів осіб, які виїхали за кордон, та створення умов для їх добровільного повернення до покинутого місця проживання або інтеграції за новим місцем проживання в Україні;

## Керівництво
Міністерство соціальної політики України очолює Міністр, який призначається на посаду за поданням Прем'єр-міністра України і звільняється з посади Президентом України. Через нього Кабінет Міністрів України спрямовує і координує діяльність наступних центральних органів виконавчої влади:
1. Національна соціальна сервісна служба України
2. Державна служба України у справах дітей
3. Пенсійний фонд України

З 19 липня 2022 міністром є Жолнович Оксана Іванівна.
- Марчак Дарія Миколаївна — перший заступник Міністра[5]
- Токарєва Уляна Дмитрівна — заступник Міністра[6]
- Василенко Володимир Андрійович — заступник Міністра[7]
- Постоловська Ірина Олександрівна — заступник Міністра з питань європейської інтеграції[8]
- Кошеленко Костянтин Борисович — заступник Міністра з питань цифрового розвитку, цифрових трансформацій і цифровізації[9]
- Ненюченко Наталія Вікторівна — Державний секретар[10]

## Структура
В структурі міністерства працюють директорати, департаменти, управління, відділи та сектори.

## Центр реабілітації осіб з інвалідністю
При міністерстві діє Всеукраїнський центр професійної реабілітації для осіб з інвалідністю, який постійно займається професійно-медичною реабілітацією визначених категорій інвалідів держави.

## Міжнародна діяльність
Згідно з Угодою про позику між Україною та Світовим банком, міністерство реалізує проєкт «Модернізація системи соціальної підтримки населення України». В 2019—2020 консорціум у складі Оксфорд Полісі Менеджмент Лімітед (Велика Британія), Міжнародна благодійна організація «Партнерство «Кожній дитині» Україна, СОС Кіндердорф Інтернешнл та Український фонд «Благополуччя дітей» консультують з питань розробки та впровадження Регіонального плану стосовно збільшення обсягів надання послуг з догляду на сімейній основі (реформування інтернатних закладів для дітей) у Тернопільській області.

## Науково-дослідні інститути
Науково-дослідний Інституту праці і зайнятості населення Міністерства соціальної політики України і НАН України